# Fossa de Calypso
La Fossa de Calypso, es una fossa marina situada a la fossa hel·lènica, mar Jònica, 62,6 km al sud-oest de Pilos, Grècia, és el punt més profund del mar Mediterrani, amb una fondària màxima de 5267 m. Es troba a les coordenades 36° 34′ N, 21° 8′ E / 36.567°N,21.133°E

## Descensos amb tripulació
El primer descens amb tripulació a la fossa va ser el 27 de setembre de 1965 pel capità Gérard Huet de Froberville, el Dr. Charles “Chuck” L. Drake (EUA) i Henri Germain Delauze dins del batiscaf francès Archimède. Drake, Froberville i Delauze van informar d'una profunditat màxima de 5110 m sense donar la precisió de la mesura.
El gener de 2020, Caladan Oceanic va començar el seu segon any de busseig profund amb el DSV Limiting Factor, pilotat per Victor Vescovo. Les primeres immersions de la temporada 2020 van començar amb el submarí francès Minerve al mar Mediterrani entre l'1 i el 2 de febrer de 2020, i la segona tripulació va baixar a la Fossa Calypso. El 10 de febrer de 2020, Víctor Vescovo i el príncep Albert II de Mònaco van arribar al fons de la fossa a una fondària calculada recentment en 5109 ± 1 m utilitzant múltiples sensors de mesura directa. L'expedició del 2020 va validar que la missió francesa del 1965 havia arribat, de fet, al punt més profund del mar Mediterrani que, fins a aquest moment, no estava confirmat.